# Ваш Василь
«Ваш Василь» — український документальний фільм, присвячений письменникові Василю Стусу.
Назва фільму — це підпис, який залишав письменник під листами з ув'язнення. Робота над стрічкою була завершена 2019 року, перший допрем'єрний показ відбувся 5 грудня 2019 року у Варшаві. Всеукраїнська прем'єра фільму відбувалася 24 серпня 2020 року на 49-му Київському міжнародному кінофестивалі «Молодість». У фільмі використані спогади про Василя Стуса його старшої сестри Марії, сина Дмитра, друзів та однодумців, а також уривки з віршів, щоденників, листів, виступів і допитів. Фільм створено компанією UM-Group Production на замовлення Міністерства культури України. У прокат стрічка вийшла 3 грудня 2020 року.

## Синопсис
Стус мріяв займатися літературою, а не політикою; бути відомим поетом, а не дисидентом. Та дії радянських спецслужб та КПРС — несумісні з Василевим розумінням справедливості та демократії — підштовхнули його до точки неповернення. Як відбулася така трансформація? Коли вони стала незворотною? Та яким був насправді «Ваш Василь»?

## Музика у фільмі
Головною музичною темою фільму став трек львівського репера Степана Бурбана («Паліндром», «Кашляючий Ед») на вірш Василя Стуса «Ще й до жнив не дожив».
Він також став композитором стрічки. Крім того, для фільму були записані сучасні аранжування улюбленої музики Стуса та віршів, прочитаних ним особисто у 1970-х роках.